# Burmuloborus
Genre
Burmuloborus est un genre éteint d'araignées aranéomorphes de la famille des Uloboridae.

## Distribution
Les espèces de ce genre ont été découvertes dans de l'ambre de Birmanie. Elles datent du Crétacé.

## Liste des espèces
Selon The World Spider Catalog 17.5 :
- †Burmuloborus antefixus Wunderlich, 2015
- †Burmuloborus parvus Wunderlich, 2008
- †Burmuloborus prolongatus Wunderlich, 2015

## Publication originale
- (en) Wunderlich, 2008 : The dominance of ancient spider families of the Araneae: Haplogyne in the Cretaceous, and the late diversification of advanced ecribellate spiders of the Entelegynae after the Cretaceous–Tertiary boundary extinction events, with descriptions of new families. Beiträge zur Araneologie, vol. 5, p. 524–675 (en).